# Practolol
Practololul este un medicament din clasa beta-blocantelor beta-1 selective și a fost utilizat în tratamentul unor tipuri de aritmie cardiacă. A fost retras de pe piață în multe țări, datorită hepatotoxicității.